# Sebastian Ziani de Ferranti
Sebastian Ziani de Ferranti, född 9 april 1864 i Liverpool, död 13 januari 1930, var en brittisk ingenjör.
Sebastian Ziani de Ferranti grundade 1885 firman Sebanstian Ziani de Ferranti för tillverkning av elektriska maskiner, transformatorer och apparatur för högspänningsöverföring av energi. Firman intresserade sig även för ångkraftsanläggningar och turbiner. Ferrantiventil är en ångavstängningsventil av slusstyp, kännetecknad av att genomloppet är avsevärt klenare än röranslutningarna, varvid med en mjuk diameterövergång tryckfallet blir förhållandevis litet. Ferrantieffekt benämns det bland annat vid kablar och högspänningslinjer ofta iakttagna fenomenet, att spänningen i mottagningsändan vid vissa kombinationer av induktans, motstånd och kapacitans blir högre än den i inmatningsänden.